# Victor Bailey Jr.
Victor Bailey Jr. (Austin, 28 september 1998) is een Amerikaans basketballer.

## Carrière
Bailey speelde collegebasketbal van 2017 tot 2019 voor Oregon Ducks. Na een jaar te hebben uitgezeten stapte hij over naar de Tennessee Volunteers. Hij speelde in het seizoen 2022/23 nog een laatste seizoen voor de George Mason Patriots. In 2023 werd hij niet gedraft en tekende daarna een profcontract bij de Belgische eersteklasser Leuven Bears. Begin december 2023 werd zijn contract ontbonden bij Leuven samen met die van Teddy Allen. In januari 2024 tekende hij bij het Duitse PS Karlsruhe Lions en speelde er voor de rest van het seizoen.
Voor het seizoen 2024/25 tekende hij bij de Finse eersteklasser Kataja BC. Eind september 2024 verliet hij de club en tekende bij het Duitse Niners Chemnitz.